# Rissoa variabilis
Rissoa variabilis é uma espécie de molusco pertencente à família Rissoidae.
A autoridade científica da espécie é Von Mühlfeldt, tendo sido descrita no ano de 1824.
Trata-se de uma espécie presente no território português, incluindo a zona económica exclusiva.